# Brüggen-Gletscher
Der Brüggen-Gletscher, auch bekannt als Pío-XI-Gletscher, liegt im südlichen Chile und ist der größte westliche Ausfluss des Südpatagonischen Eisfelds.  Mit einer Länge von etwa 66 km ist er der längste Gletscher auf der Südhalbkugel außerhalb der Antarktis. Im Gegensatz zu den meisten Gletschern weltweit stieß er von 1945 bis 1976 deutlich vor, der Brüggen stieß 5 km über den Eyre-Fjord vor, erreichte 1962 das Westufer und schnitt den Greve-See vom Meer ab. Der Gletscher schob sich im Fjord sowohl nach Norden als auch nach Süden bis in die Nähe seiner heutigen Position vor, bevor er sich stabilisierte. Das Wachstum erstreckt sich über eine Strecke von mehr als 10 km von Norden nach Süden, wobei fast 60 km² an Eis hinzukommen. Der Gletscher ist nach dem deutschen Geologen Johannes Otto Brüggen benannt.